# Дерингёр, Халит
Хали́т Дерингёр (тур. Halit Deringör; 17 июля 1922, Стамбул — 14 марта 2018) — турецкий футболист, футбольный тренер и спортивный журналист, играл на позиции нападающего. Участник летних Олимпийских игр 1948 года.

## Биография

### Клубная карьера
В 1938 году присоединился к клубу «Фенербахче», но играл за молодёжную команду. В 1941 году дебютировал за «жёлтых канареек» в основном составе и играл за эту команду в течение 11 сезонов. В составе «Фенербахче» Дерингёр выиграл ряд титулов, среди которых были 4 чемпионства Национального дивизиона и 3 Стамбульской лиги. Всего во всех турнирах сыграл за «Фенербахче» 330 матчей и забил 107 голов. В 1952 году завершил игровую карьеру.

### Карьера в сборной
В составе сборной Турции принимал участие на олимпийском футбольном турнире 1948 года, но на турнире на поле так и не вышел. Всего за сборную Турции сыграл 5 матчей и забил 2 гола.

### Тренерская и карьера журналиста
С 1952 по 1961 год работал главным тренером «Аджар Идман Юрду».
Входил в совет директоров «Фенербахче». Автор автобиографической книги «Легко ли быть в „Фенербахче“».

### Смерть
Скончался 14 марта 2018 года в возрасте 95 лет.

## Достижения
«Фенербахче»
- Победитель Национального дивизиона[англ.] (4): 1943, 1945, 1946, 1950
- Чемпион Стамбульской лиги (3): 1943/44, 1946/47, 1947/48
- Обладатель Стамбульского кубка[англ.] (1): 1945
- Обладатель Кубка премьер-министра Турции[англ.] (3): 1945, 1946, 1950